# Genowefa Migas
Genowefa Janina Migas, po mężu Stawarz i Rydz (ur. 18 stycznia 1935 w Krakowie) – polska florecistka, trenerka, olimpijka z Rzymu 1960.

## Życiorys
Specjalizująca się we florecie. Jako zawodniczka Baildon Katowice (1953-1963) i Cracovii (1963-1968) zdobyła:
- srebrny medal mistrzostw Polski indywidualnie w latach 1958, 1962, 1963
- srebrny medal mistrzostw Polski drużynowo w latach 1953, 1963-1965
- brązowy medal mistrzostw Polski indywidualnie w roku 1961
- brązowy medal mistrzostw Polski drużynowo w latach 1955, 1957, 1959

Uczestniczka mistrzostw świata w roku 1961, gdzie indywidualnie zajęła miejsca 9-12, 1963 w turnieju drużynowym wraz z koleżankami zajęła  5. miejsce.
Na igrzyskach olimpijskich w 1960 wystartowała w turnieju drużynowym, w którym Polki zajęły 5. miejsce (partnerkami w drużynie były: Sylwia Julito, Wanda Kaczmarczyk, Barbara Orzechowska, Elżbieta Pawlas.
Po zakończeniu kariery sportowej trenerka oraz działaczka sportowa i sędzia związkowy. Żona Wojciecha Rydza.